# Куровской
Куровско́й — бывший посёлок городского типа в Калужской области России. Входит в состав Ленинского округа города Калуга с 2012 года.

## География
Расположен в 12 км от железнодорожной станции Воротынск (на линии Москва — Брянск), в 26 км к западу от центра города Калуги.

## История

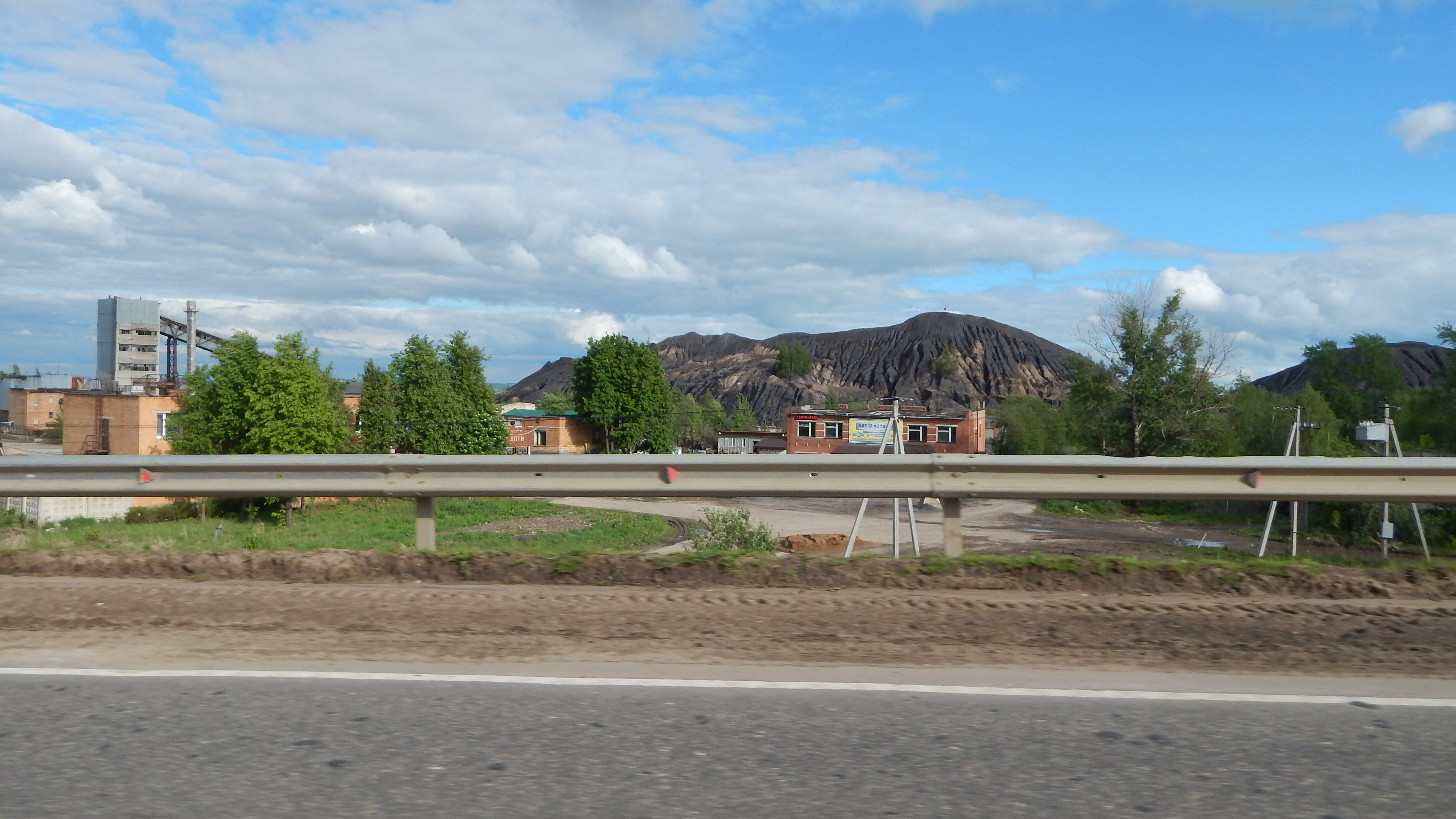
Шахта «Куровская»

Шахтёрский посёлок образован в 1954 году, рядом с деревней Куровское, одновременно со строительством шахты «Куровская». Сначала для жителей поселка построили временные бараки, потом появились двухэтажные дома, а с пуском Куровского завода железобетонных изделий (ЖБИ) и керамзитового завода появились пятиэтажки, магазины, новые здания для разных организаций. Появились Комбинат строительных материалов, асфальтовый завод, средняя школа.
В 1957 году в посёлке открылась своя амбулатория, детский сад, ясли, школа искусств и Дом творчества. В том же году средняя школа, располагавшаяся в деревянном строении барачного типа, получила новое двухэтажное здание.
В 1959 году открыто профессионально-техническое училище. Новое здание для него построили в 1967 году.
А в 1996 году шахту «Куровская» засыпали. Она была пущена в эксплуатацию 30 мая 1959 года. За её тридцатилетнюю историю из недр земли было добыто около шести миллионов тонн угля.
Статус посёлка городского типа имел с 1954 по 2012 год.
До 2012 года находился в составе Дзержинского района Калужской области, будучи административным центром городского поселения «Посёлок Куровской». В 2012 году городское поселение «Посёлок Куровской» объединено с городским округом «Город Калуга». Границы Дзержинского района изменены, муниципальное образование «Посёлок Куровской» упразднено. Посёлок упразднён и стал микрорайоном Калуги.
Процессу объединения предшествовал консультационный опрос, в котором приняли участие 47 % жителей посёлка и 25 % поддержали объединение.

## Население
В 1974 году в шахтёрском посёлке Куровской проживало около 7000 человек.
Численность населения посёлка — 3663 жителей (2010).

## Экономика
В посёлке работают завод железобетонных изделий, завод керамзитового гравия, комбинат стройматериалов.